# II. León bizánci császár
II. León (görög Λέων, latin Leo, 467 körül – Konstantinápoly, 474. november 17.) keletrómai császár 474-ben néhány hónapig, I. León unokája volt.
Az izauri származású, Zénón nevet felvevő Taraszikodissza 466-ban vette feleségül León császár Ariadné nevű lányát, és valószínűleg a következő évben megszületett gyermekük, León. A kisfiút 473-ban a császár caesarrá nevezte ki, azaz kijelölte örökösének. Amikor 474. január 18-án nagyapja elhunyt, az alig hétéves II. León került a trónra. Nem egészen három hétig uralkodott egymaga – február 9-én apját társcsászárrá kiáltotta ki. León valószínűleg természetes halált halt még az év őszén. Első pénzérméin még egyedül, később Zénónnal együtt szerepel.